# División administrativa de Transnistria

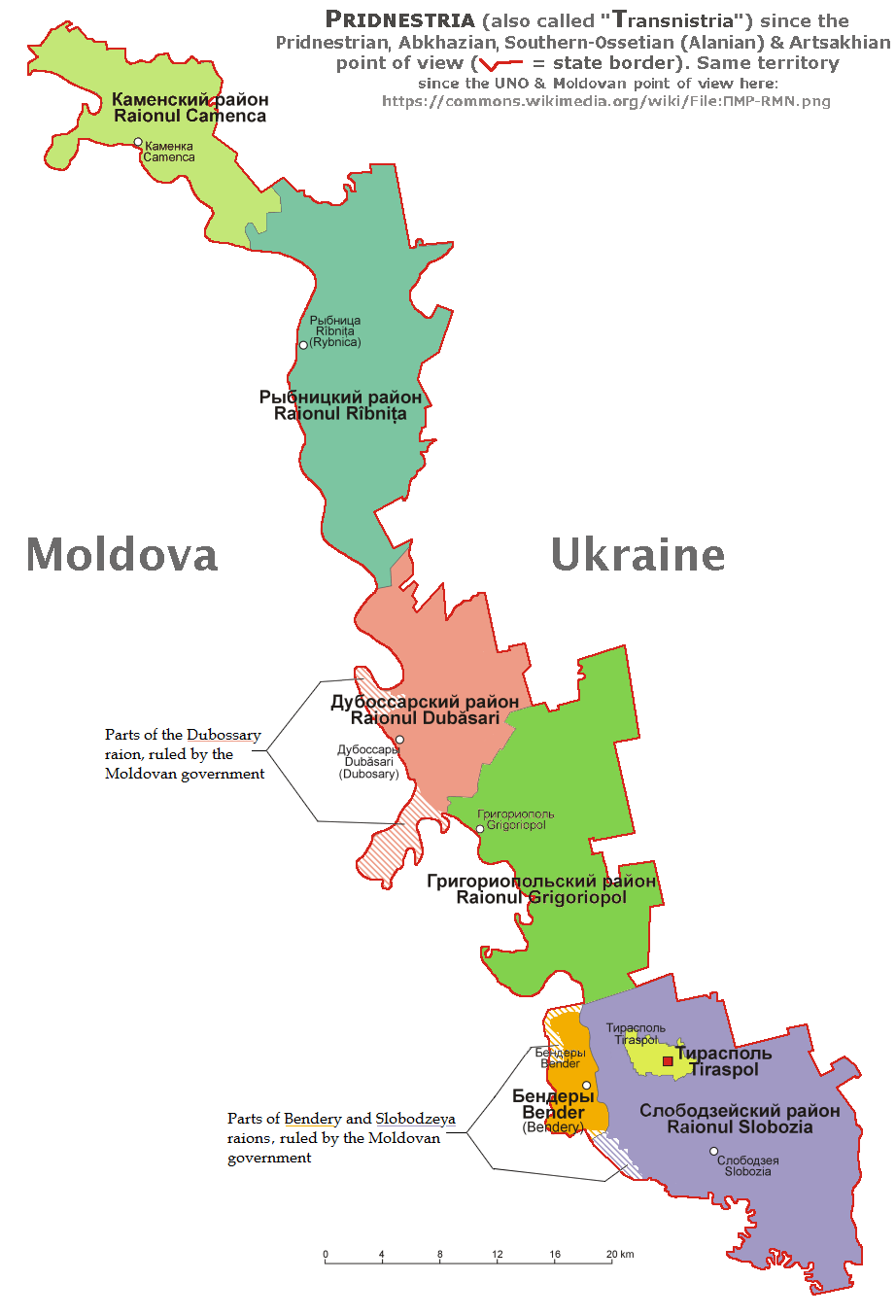
División administrativa de Transnistria.

La República Moldava Pridnestroviana (Transnistria) está subdividida en cinco raiones:
- Camenca (en rumano: Camenca, moldavo cirílico: Кáменка).
- Rîbnița (en rumano: Rîbnița, moldavo cirílico: Рыбница).
- Dubăsari (en rumano: Dubăsari, moldavo cirílico: Дубосса́ры).
- Grigoriopol (en rumano: Grigoriopol, moldavo cirílico: Григорио́поль).
- Slobozia (en rumano: Slobozia, moldavo cirílico: Слободзе́я).

y un municipio:
- Tiraspol (en rumano: Tiraspol, moldavo cirílico: Тира́споль)

Además, Bender (en rumano: Tighina, moldavo cirílico: Бендéры), situado en la orilla occidental del Dniéster en Besarabia, geográficamente fuera de Transnistria y aunque no forma parte de la unidad territorial tal como la definen las autoridades centrales, está controlado por las autoridades separatistas, que lo consideran parte de la organización administrativa de Transnistria.
Durante la guerra de Transnistria de 1992, algunas aldeas en la parte central de Transnistria que geográficamente están situadas en la orilla oriental del Dniéster, se rebelaron contra las nuevas autoridades separatistas de PMR y desde entonces han estado bajo el control efectivo de Moldavia. Estas localidades son: el municipio de Cocieri (incluido el pueblo de Vasilievca), el municipio de Molovata Nouă (incluido el pueblo de Roghi), el municipio de Corjova (incluido el pueblo de Mahala), el municipio de Coșnița (incluido el pueblo de Pohrebea), el municipio de Pîrîta y el municipio de Doroțcaia. De hecho, el pueblo de Corjova está dividido entre PMR y las áreas de control del gobierno central moldavo. Roghi también está controlado por las autoridades de PMR.
Al mismo tiempo, algunas áreas situadas en la margen derecha del Dniéster están bajo el control de PMR. Estas áreas consisten en la ciudad de Bender con su suburbio Proteagailovca, las comunas Gîsca, Chițcani (incluidas las aldeas Merenești y Zahorna) y la comuna de Cremenciug, formalmente en el distrito de Căușeni, situada al sur de la ciudad de Bender.
Las autoridades disidentes de PMR también reclaman las comunas de Varnița, en el distrito de Anenii Noi, un suburbio al norte de Bender, y Copanca, en el distrito de Căușeni, al sur de Chițcani, pero estas aldeas permanecen bajo control moldavo.